# Landning

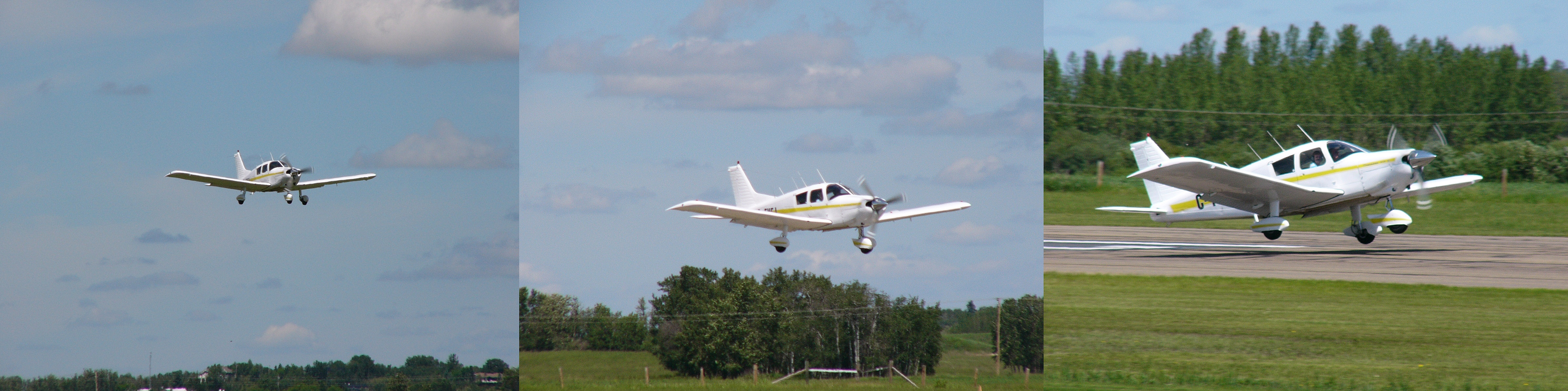
Ett flygplan landar.

Landning är den fas av flygningen när flygplanet kontrollerat närmar sig marken i avsikt att till sist stå stilla. Piloterna använder ofta tekniska hjälpmedel, exempelvis ILS.
De flesta olyckor med flygplan sker just i samband med landningen.

## Mental betydelse
Ordet landning kan även användas i bildlig betydelse. Då handlar det om att återgå till ett psykologiskt normaltillstånd efter ett stund med ovanligt sinnestillstånd. Sådana landningar kan ske när tillfälliga "hormonrusher" klingar av, som i slutfasen av en drogtripp, BDSM-aktivitet, samlag generellt eller annan stund av euforiska känslor. Om sinnestillståndet varit långt bortom normalt beteende, kan detta efterspel innebära hjälpinsatser från någon annan inblandad i händelsen. I samband med filminspelningar kan en intimitetskoordinator hjälpa till med landningen.